# Isochilus aurantiacus
Isochilus aurantiacus es una especie de orquídea epífita nativa de México (Chiapas) o Centroamérica.

## Descripción
Son orquídeas de tamaño pequeño y mediano, que prefiere el clima templado a frío, epífitas de hasta 30 cm de alto; tallos erectos, 1 mm de ancho, revestidos de vainas verrugosas. Hojas lineares, 4 cm de largo y 3.5 mm de ancho. Inflorescencia laxa, con 3 o 4 flores dísticas, las brácteas florales variables en tamaño, las inferiores con el 1/3 basal ovado-orbicular y atenuadas en los 2/3 apicales, 12 mm de largo, las superiores 5 mm de largo, cortamente acuminadas, las flores anaranjadas hasta rojo-anaranjadas; sépalos oblongos, de 9 mm de largo y 4 mm de ancho, obtusos, apiculados, conduplicados, connados hasta más de la mitad; pétalos elípticos, de 9 mm de largo y 4 mm de ancho, agudos, conduplicados; labelo espatulado, 11 mm de largo y 1.5 mm de ancho, obtuso, con una uña sigmoidea larga; columna 5 mm de largo, ápice 3-denticulado; ovario y pedicelo juntos 6 mm de largo.

## Distribución y hábitat
Encontrado en el Sur de México, en Guatemala, El Salvador, Honduras y Nicaragua en los bosques nublados perennifolios en elevaciones de 1500 a 2600 metros.

## Taxonomía
Isochilus aurantiacus fue descrita por Hamer & Garay y publicado en Las Orquídeas de El Salvador 3: 118–119, f. p. 119, t. 6. 1981.
Etimología
Isochilus: nombre genérico que deriva de dos palabras latinizadas del griego: ισος (isos), que significa "igual" y χειλος (kheilos), que significa "labio", en referencia al hecho de que sus pétalos y sépalos tienen el mismo tamaño del labio.
aurantiacus: epíteto latino que significa "anaranjado".